# L'ultimo applauso
L'ultimo applauso è un cortometraggio del 2016 diretto da Claudio Fragasso, interpretato e prodotto da Valeria Marini. 

## Distribuzione
A causa di alcuni problemi il corto è stato reso pubblico sulla piattaforma Youtube solo a partire dal 1 novembre 2022.